# Alfonso d'Este
Alfonso d'Este (n. 21 iulie 1476, Ferrara, Statele Papale – d. 31 octombrie 1534, Ferrara, Statele Papale) a fost Duce de Ferrara în timpul Războiului Ligii din Cambrai.

## Biografie

Alfonso d'Este, de Dosso Dossi

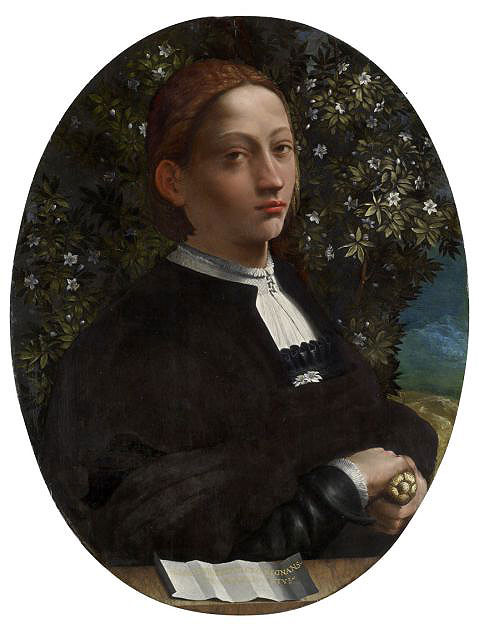
Lucrezia Borgia, 1518 Dosso Dossi

A fost fiul cel mare al lui Ercole I d'Este și Eleanor de Napole și a devenit duce după decesul tatălui său, în iunie 1505.
În primul an de domnie el a descoperit un complot al fratelui său Ferrante și al fratelui său vitreg  Giulio d'Este, împotriva sa și a altui frate, Ippolito. În septembrie 1506 a avut loc un proces pentru lèse majesté și înaltă trădare și, după cum era de așteptat, s-a acordat pedeapsa cu moartea, dar când Ferrante și Giulio erau pe punctul de a fi spânzurați, ei au fost informați că ducele le-a schimbat pedeapsa cu închisoare pe viață. Ei fost duși în două celule din Torre dei Leoni. Ferrante a murit în celulă după 34 de ani de închisoare, în timp ce Giulio a rămas închis până când a fost iertat în 1559, după 53 de ani de închisoare. După eliberare, Giulio a fost ridiculizat pe străzile din Ferrara pentru hainele lui demodate și a murit în 1561.
În Războaiele Italiene, Alfonso a reușit să-și păstreze poziția printre celelalte puterile prin flexibilitate și vigilență și prin fortificațiile de neegalat ale Ferrarei. El a intrat în Liga din Cambrai împotriva Veneției și a rămas aliat al regelui Ludovic al XII-lea al Franței chiar după ce Papa Iulius al II-lea a făcut pace cu Veneția. Când bolognesii  s-au răzvrătit împotriva lui Iulius și au răsturnat statuia din bronz a Papei, Alfonso a primit bucățile și le-a transformat într-un tun numit La Giulia, pe care l-a așezat pe meterezele castelului. În 1510 Iulius l-a excomunicat și a adăugat Ferrara Statelor Papale. Alfonso a luptat cu succes împotriva armatelor venețiene și papale, câștigând bătălia de la Polesella, capturând Bologna și jucând un rol major în victoria franceză din Bătălia de la Ravenna (1512). Aceste succese s-au bazat pe artileria din Ferrara, produsă în propria sa turnătorie, care era cea mai bună din vremea lui.
În 1526–1527 Alfonso a participat în expediția împăratului Carol Quintul împotriva Papei Clement VII, și în 1530 împăratul îi confirmă drepturile asupra orașelor pe care papa încă i le contestă.

## Familie
Alfonso s-a căsătorit în 1491 cu Anna Sforza, ambii având 15 ani. Anna a murut la vârsta de 21 de ani și decesul ei a marcat sfârșitul legăturii dintre familiile Sforza și d'Este. Patru ani mai târziu, Alfonso d'Este s-a recăsătorit cu Lucreția Borgia, fiica Papei Alexandru al VI-lea.